# Kyōgoku
Kyōgoku (jap. 京極町 Kyōgoku-chō) – miasto w Japonii, w prefekturze Hokkaido, w podprefekturze Shiribeshi. Według danych na rok 2020 miejscowość zamieszkiwało 2 941 mieszkańców , a gęstość zaludnienia wyniosła 12,7 os./km².